# Akademie der Bildenden Künste München

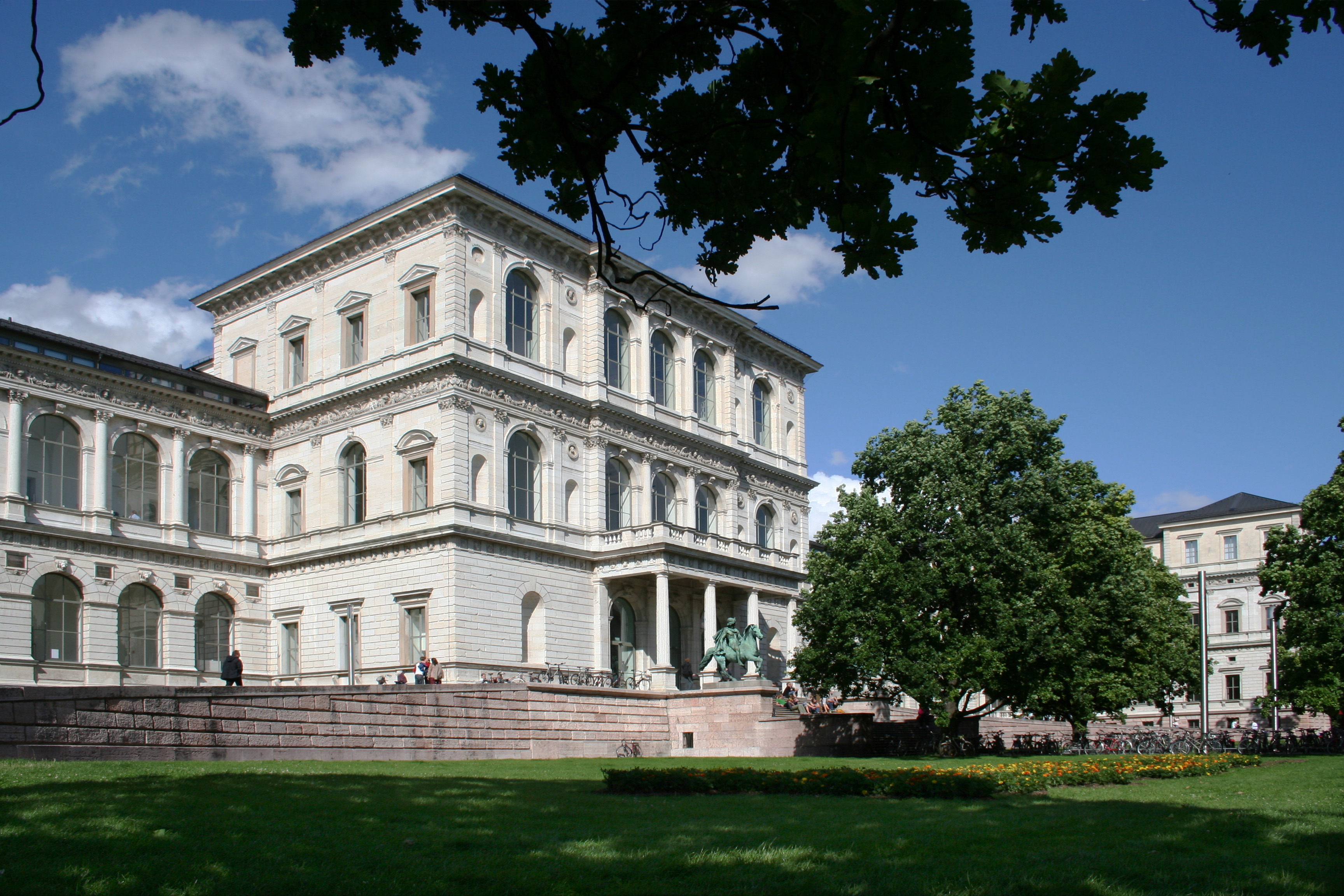
Byggnaden från 1886.

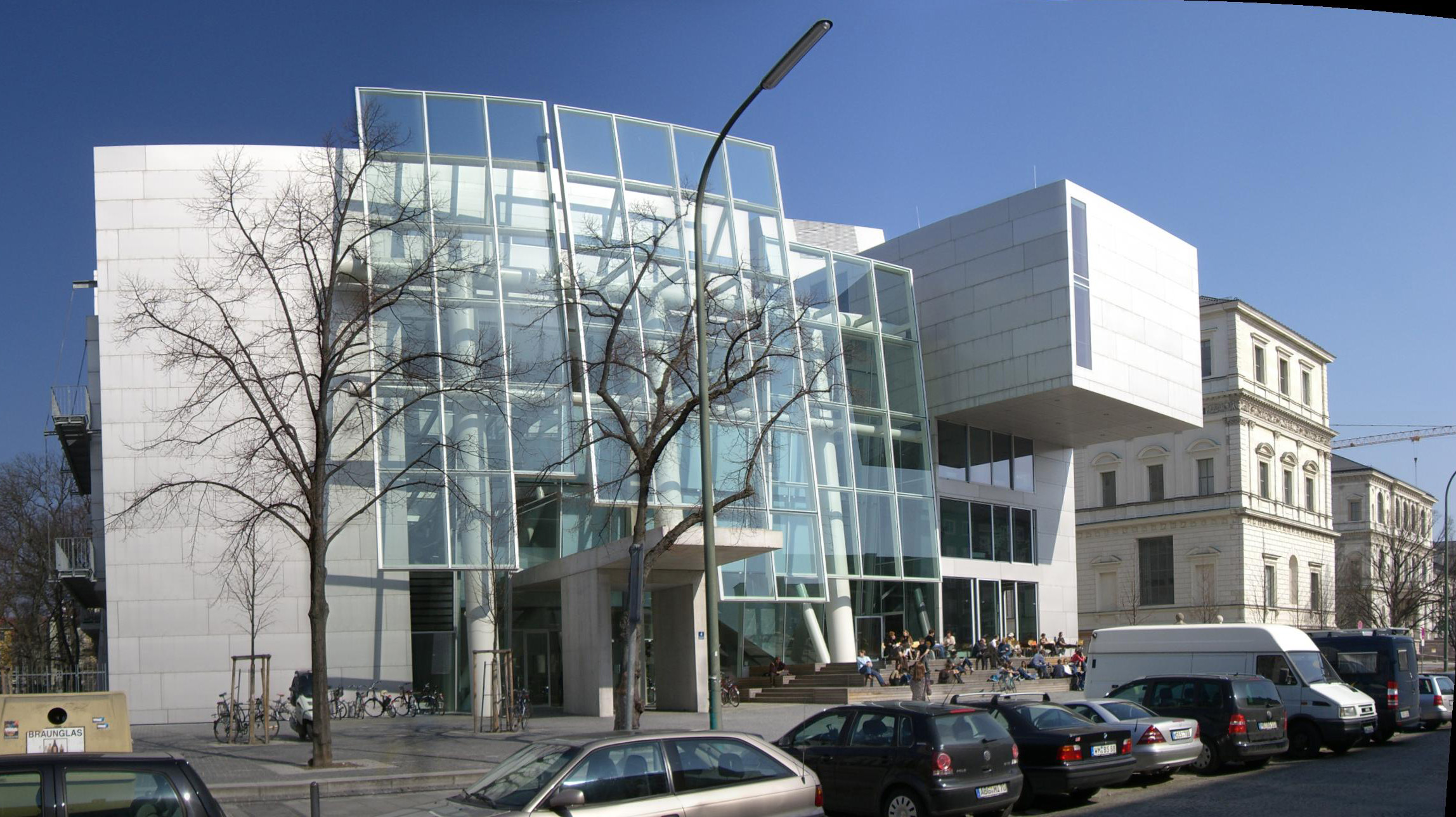
Byggnaden från 2005.

Akademie der Bildenden Künste München (Konstakademien i München) är en betydande och en av de äldsta tyska konstskolorna, belägen vid Akademiestraße 2-4 i München.

## Historik
Föregångaren till Akademie der Bildenden Künste bildades år 1770 på initiativ av Maximilian III Joseph av Bayern. Det rörde sig om en tecknings- och målarskola som kallades Zeichnungs Schule respective Maler und Bildhauer academie. 
År 1808 grundades Königliche Akademie der Bildenden Künste München av Maximilian I Josef av Bayern. Under 1800-talets andra hälft blev akademin ett internationellt konstcentrum. Kring sekelskiftet 1900 orienterades undervisningen mot Münchener Secession, som gällde som progressiv och modern. Under Weimarrepubliken (1919–1933) blev undervisningen konservativ och akademin förlorade sin internationella betydelse. Under Nazitysklands tid (1933–1945) hade akademin en regimvänlig hållning. Efter andra världskriget tog det lång tid för konstakademin att återfå sin forna betydelse.
Akademins huvudbyggnad vid Akademiestraße/Leopoldstraße uppfördes mellan 1876 och 1886 efter ritningar av Gottfried von Neureuther. En kompletterande nybyggnad ritades av den österrikiske arkitekten Wolf Dieter Prix på arkitektkontoret Coop Himmelb(l)au och invigdes i oktober 2005.